# Claude Makélélé
Claude Makélélé Sinda (Kinshasa, 18 februari 1973) is een Frans voormalig profvoetballer en huidig voetbaltrainer. De verdedigende middenvelder speelde voor FC Nantes (1992–1997), Olympique Marseille (1997–1998), Celta de Vigo (1998–2000), Real Madrid (2000–2003), Chelsea (2003-2008) en Paris Saint-Germain (2008-2011).

## Clubcarrière
Makélélé verhuisde naar Savigny-le-Temple, in de buurt van Parijs, toen hij vier jaar was. Zijn vader speelde voor het nationale team van Zaïre. Op zijn zestiende verhuisde Makélélé naar Brest waar hij trainde, ver van zijn familie vandaan.
Makélélé werkte hard in Brest, maar bij FC Nantes maakte hij zijn debuut in het betaalde voetbal waar hij in december 1991 terechtkwam. In het seizoen 1992/93 maakte Makélélé zijn debuut voor FC Nantes in de Division 1. Hij speelde vijf seizoenen in Nantes en werd in 1995 landskampioen, voordat Makélélé naar Olympique Marseille verhuisde. Na een jaar ging de middenvelder naar het buitenland om te spelen voor Celta de Vigo in de Primera División. Daar speelde hij twee seizoenen en kwam vervolgens bij het grote Real Madrid terecht. Makélélé won met 'De Koninklijke' twee landstitels, een UEFA Champions League, een UEFA Super Cup, een Supercopa de España en de wereldbeker voor clubteams. In 2003 werd hij door trainer Claudio Ranieri naar Chelsea gehaald. Toenmalig teamgenoot bij Real Madrid, Zinédine Zidane, beschreef zijn vertrek en het halen van David Beckham als vervanger, als volgt: "Waarom een extra laag goud op een Bentley smeren als je de motor bent kwijtgeraakt?".
Makélélé groeide uit tot een van de beste middenvelders ter wereld en veroverde met 'The Blues' in het seizoen 2005/06 de landstitel en de EFL Cup. Steve McManaman liet weten dat Makélélé in zijn tijd bij Real Madrid de belangrijkste middenvelder van het elftal was. Tegen Charlton Athletic scoorde hij zijn eerste treffer in vierennegentig duels; Makélélé miste de strafschop, maar schoot in de herkansing raak. Ook het seizoen 2005/06 was succesvol toen opnieuw de landstitel en de FA Communtiy Shield werd gewonnen. In het seizoen 2006/07 werd de FA Cup gewonnen.
In 2008 vertrok Makélélé naar Paris Saint-Germain en won in het seizoen 2009/10 de Coupe de France, waar hij in juli 2011 zijn voetballoopbaan beëindigde.

## Clubstatistieken
| Seizoen | Club                | Competitie       | Duels | Doelp. |
| ------- | ------------------- | ---------------- | ----- | ------ |
| 1992/93 | FC Nantes           | Division 1       | 34    | 1      |
| 1993/94 | FC Nantes           | Division 1       | 30    | 0      |
| 1994/95 | FC Nantes           | Division 1       | 36    | 3      |
| 1995/96 | FC Nantes           | Division 1       | 33    | 0      |
| 1996/97 | FC Nantes           | Division 1       | 36    | 5      |
| 1997/98 | Olympique Marseille | Division 1       | 32    | 2      |
| 1998/99 | Celta de Vigo       | Primera División | 36    | 2      |
| 1999/00 | Celta de Vigo       | Primera División | 34    | 1      |
| 2000/01 | Real Madrid         | Primera División | 33    | 0      |
| 2001/02 | Real Madrid         | Primera División | 32    | 0      |
| 2002/03 | Real Madrid         | Primera División | 29    | 0      |
| 2003/04 | Real Madrid         | Primera División | 0     | 0      |
| 2003/04 | Chelsea             | Premier League   | 30    | 0      |
| 2004/05 | Chelsea             | Premier League   | 36    | 1      |
| 2005/06 | Chelsea             | Premier League   | 31    | 0      |
| 2006/07 | Chelsea             | Premier League   | 29    | 1      |
| 2007/08 | Chelsea             | Premier League   | 18    | 0      |
| 2008/09 | Paris Saint-Germain | Ligue 1          | 34    | 0      |
| 2009/10 | Paris Saint-Germain | Ligue 1          | 31    | 1      |
| 2010/11 | Paris Saint-Germain | Ligue 1          | 33    | 0      |
| Totaal  | Totaal              | Totaal           | 607   | 17     |

## Interlandcarrière
Voor het nationale team van Frankrijk speelde Makélélé op de Olympische Spelen in 1996, het wereldkampioenschap 2002 en het Europees kampioenschap 2004. Onder leiding van bondscoach Aimé Jacquet maakte hij zijn debuut voor de nationale ploeg op 22 juli 1995 in de vriendschappelijke wedstrijd tegen Noorwegen (0–0) in Oslo, net als Frank Lebœuf (RC Strasbourg).
In september 2004 besloot Makélélé zijn interlandloopbaan te beëindigen en zich alleen nog op Chelsea te concentreren. Echter keerde hij in augustus 2005 samen met Zinédine Zidane en Lilian Thuram terug in de nationale ploeg. Na het wereldkampioenschap 2006, waarin in de finale na strafschoppen verloren werd van Italië, wilde Makélélé zijn interlandcarrière beëindigen. Bondscoach Raymond Domenech ging daarmee echter niet akkoord. Er werd afgesproken dat hij de kwalificatiereeks voor het Europees kampioenschap 2008 met de Franse nationale ploeg zou afmaken en dat hij daarna definitief zou stoppen. Hij speelde echter alsnog voor Frankrijk op het Europees kampioenschap.
| Interlands van Claude Makélélé voor Frankrijk | Interlands van Claude Makélélé voor Frankrijk | Interlands van Claude Makélélé voor Frankrijk | Interlands van Claude Makélélé voor Frankrijk | Interlands van Claude Makélélé voor Frankrijk | Interlands van Claude Makélélé voor Frankrijk |
| №                                             | Datum                                         | Wedstrijd                                     | Uitslag                                       | Competitie                                    | Goals                                         |
| --------------------------------------------- | --------------------------------------------- | --------------------------------------------- | --------------------------------------------- | --------------------------------------------- | --------------------------------------------- |
| 1                                             | 22.07.1995                                    | Noorwegen – Frankrijk                         | 0 – 0                                         | Oefeninterland                                | —                                             |
| 2                                             | 02.04.1997                                    | Frankrijk – Zweden                            | 1 – 0                                         | Oefeninterland                                | —                                             |
| 3                                             | 25.02.1998                                    | Frankrijk – Noorwegen                         | 3 – 3                                         | Oefeninterland                                | —                                             |
| 4                                             | 04.10.2000                                    | Frankrijk – Kameroen                          | 1 – 1                                         | Oefeninterland                                | —                                             |
| 5                                             | 07.10.2000                                    | Zuid-Afrika – Frankrijk                       | 0 – 0                                         | Oefeninterland                                | —                                             |
| 6                                             | 15.11.2000                                    | Turkije – Frankrijk                           | 0 – 4                                         | Oefeninterland                                | —                                             |
| 7                                             | 27.02.2001                                    | Frankrijk – Duitsland                         | 1 – 0                                         | Oefeninterland                                | —                                             |
| 8                                             | 28.03.2001                                    | Spanje – Frankrijk                            | 2 – 1                                         | Oefeninterland                                | —                                             |
| 9                                             | 25.04.2001                                    | Frankrijk – Portugal                          | 4 – 0                                         | Oefeninterland                                | —                                             |
| 10                                            | 01.09.2001                                    | Chili – Frankrijk                             | 2 – 1                                         | Oefeninterland                                | —                                             |
| 11                                            | 06.10.2001                                    | Frankrijk – Algerije                          | 4 – 1                                         | Oefeninterland                                | —                                             |
| 12                                            | 11.11.2001                                    | Australië – Frankrijk                         | 1 – 1                                         | Oefeninterland                                | —                                             |
| 13                                            | 13.02.2002                                    | Frankrijk – Roemenië                          | 2 – 1                                         | Oefeninterland                                | —                                             |
| 14                                            | 27.03.2002                                    | Frankrijk – Schotland                         | 5 – 0                                         | Oefeninterland                                | —                                             |
| 15                                            | 26.05.2002                                    | Zuid-Korea – Frankrijk                        | 2 – 3                                         | Oefeninterland                                | —                                             |
| 16                                            | 11.06.2002                                    | Denemarken – Frankrijk                        | 2 – 0                                         | WK-eindronde                                  | —                                             |
| 17                                            | 21.08.2002                                    | Tunesië – Frankrijk                           | 1 – 1                                         | Oefeninterland                                | —                                             |
| 18                                            | 07.09.2002                                    | Cyprus – Frankrijk                            | 1 – 2                                         | EK-kwalificatie                               | —                                             |
| 19                                            | 12.10.2002                                    | Frankrijk – Slovenië                          | 5 – 0                                         | EK-kwalificatie                               | —                                             |
| 20                                            | 16.10.2002                                    | Malta – Frankrijk                             | 0 – 4                                         | EK-kwalificatie                               | —                                             |
| 21                                            | 20.11.2002                                    | Frankrijk – Servië en Montenegro              | 3 – 0                                         | Oefeninterland                                | —                                             |
| 22                                            | 12.02.2003                                    | Frankrijk – Tsjechië                          | 0 – 2                                         | Oefeninterland                                | —                                             |
| 23                                            | 29.03.2003                                    | Frankrijk – Malta                             | 6 – 0                                         | EK-kwalificatie                               | —                                             |
| 24                                            | 02.04.2003                                    | Israël – Frankrijk                            | 1 – 2                                         | EK-kwalificatie                               | —                                             |
| 25                                            | 06.09.2003                                    | Frankrijk – Cyprus                            | 3 – 0                                         | EK-kwalificatie                               | —                                             |
| 26                                            | 10.09.2003                                    | Slovenië – Frankrijk                          | 0 – 2                                         | EK-kwalificatie                               | —                                             |
| 27                                            | 15.11.2003                                    | Duitsland – Frankrijk                         | 0 – 3                                         | Oefeninterland                                | —                                             |
| 28                                            | 18.02.2004                                    | België – Frankrijk                            | 0 – 2                                         | Oefeninterland                                | —                                             |
| 29                                            | 31.03.2004                                    | Nederland – Frankrijk                         | 0 – 0                                         | Oefeninterland                                | —                                             |
| 30                                            | 20.05.2004                                    | Frankrijk – Brazilië                          | 0 – 0                                         | Oefeninterland                                | —                                             |
| 31                                            | 06.06.2004                                    | Frankrijk – Oekraïne                          | 1 – 0                                         | Oefeninterland                                | —                                             |
| 32                                            | 13.06.2004                                    | Frankrijk – Engeland                          | 2 – 1                                         | EK-eindronde                                  | —                                             |
| 33                                            | 21.06.2004                                    | Zwitserland – Frankrijk                       | 1 – 3                                         | EK-eindronde                                  | —                                             |
| 34                                            | 25.06.2004                                    | Frankrijk – Griekenland                       | 0 – 1                                         | EK-eindronde                                  | —                                             |
| 35                                            | 04.09.2004                                    | Frankrijk – Israël                            | 0 – 0                                         | WK-kwalificatie                               | —                                             |
| 36                                            | 17.08.2005                                    | Frankrijk – Ivoorkust                         | 3 – 0                                         | Oefeninterland                                | —                                             |
| 37                                            | 03.09.2005                                    | Frankrijk – Faeröer                           | 3 – 0                                         | WK-kwalificatie                               | —                                             |
| 38                                            | 07.09.2005                                    | Ierland – Frankrijk                           | 0 – 1                                         | WK-kwalificatie                               | —                                             |
| 39                                            | 08.10.2005                                    | Zwitserland – Frankrijk                       | 1 – 1                                         | WK-kwalificatie                               | —                                             |
| 40                                            | 12.11.2005                                    | Frankrijk – Duitsland                         | 0 – 0                                         | Oefeninterland                                | —                                             |
| 41                                            | 27.05.2006                                    | Frankrijk – Mexico                            | 1 – 0                                         | Oefeninterland                                | —                                             |
| 42                                            | 31.05.2006                                    | Frankrijk – Denemarken                        | 2 – 0                                         | Oefeninterland                                | —                                             |
| 43                                            | 07.06.2006                                    | Frankrijk – China                             | 3 – 1                                         | Oefeninterland                                | —                                             |
| 44                                            | 13.06.2006                                    | Frankrijk – Zwitserland                       | 0 – 0                                         | WK-eindronde                                  | —                                             |
| 45                                            | 18.06.2006                                    | Frankrijk – Zuid-Korea                        | 1 – 1                                         | WK-eindronde                                  | —                                             |
| 46                                            | 23.06.2006                                    | Togo – Frankrijk                              | 0 – 2                                         | WK-eindronde                                  | —                                             |
| 47                                            | 27.06.2006                                    | Spanje – Frankrijk                            | 1 – 3                                         | WK-eindronde                                  | —                                             |
| 48                                            | 01.07.2006                                    | Brazilië – Frankrijk                          | 0 – 1                                         | WK-eindronde                                  | —                                             |
| 49                                            | 05.07.2006                                    | Frankrijk – Portugal                          | 1 – 0                                         | WK-eindronde                                  | —                                             |
| 50                                            | 09.07.2006                                    | Italië – Frankrijk                            | 1 – 1                                         | WK-eindronde                                  | —                                             |
| 51                                            | 02.09.2006                                    | Georgië – Frankrijk                           | 0 – 3                                         | EK-kwalificatie                               | —                                             |
| 52                                            | 06.09.2006                                    | Frankrijk – Italië                            | 3 – 1                                         | EK-kwalificatie                               | —                                             |
| 53                                            | 07.10.2006                                    | Schotland – Frankrijk                         | 1 – 0                                         | EK-kwalificatie                               | —                                             |
| 54                                            | 15.11.2006                                    | Frankrijk – Griekenland                       | 1 – 0                                         | Oefeninterland                                | —                                             |
| 55                                            | 07.02.2007                                    | Frankrijk – Argentinië                        | 0 – 1                                         | Oefeninterland                                | —                                             |
| 56                                            | 24.03.2007                                    | Litouwen – Frankrijk                          | 0 – 1                                         | EK-kwalificatie                               | —                                             |
| 57                                            | 02.06.2007                                    | Frankrijk – Oekraïne                          | 2 – 0                                         | EK-kwalificatie                               | —                                             |
| 58                                            | 06.06.2007                                    | Frankrijk – Georgië                           | 1 – 0                                         | EK-kwalificatie                               | —                                             |
| 59                                            | 22 Aug 2007                                   | Slowakije – Frankrijk                         | 0 – 1                                         | Oefeninterland                                | —                                             |
| 60                                            | 08.09.2007                                    | Italië – Frankrijk                            | 0 – 0                                         | EK-kwalificatie                               | —                                             |
| 61                                            | 12.09.2007                                    | Frankrijk – Schotland                         | 0 – 1                                         | EK-kwalificatie                               | —                                             |
| 62                                            | 13.10.2007                                    | Faeröer – Frankrijk                           | 0 – 6                                         | EK-kwalificatie                               | —                                             |
| 63                                            | 17.10.2007                                    | Frankrijk – Litouwen                          | 2 – 0                                         | EK-kwalificatie                               | —                                             |
| 64                                            | 16.11.2007                                    | Frankrijk – Marokko                           | 2 – 2                                         | Oefeninterland                                | —                                             |
| 65                                            | 21.11.2007                                    | Oekraïne – Frankrijk                          | 2 – 2                                         | EK-kwalificatie                               | —                                             |
| 66                                            | 26.03.2008                                    | Frankrijk – Engeland                          | 1 – 0                                         | Oefeninterland                                | —                                             |
| 67                                            | 31.05.2008                                    | Frankrijk – Paraguay                          | 0 – 0                                         | Oefeninterland                                | —                                             |
| 68                                            | 03.06.2008                                    | Frankrijk – Colombia                          | 1 – 0                                         | Oefeninterland                                | —                                             |
| 69                                            | 09.06.2008                                    | Frankrijk – Roemenië                          | 0 – 0                                         | EK-eindronde                                  | —                                             |
| 70                                            | 13.06.2008                                    | Frankrijk – Nederland                         | 1 – 4                                         | EK-eindronde                                  | —                                             |
| 71                                            | 17.06.2008                                    | Frankrijk – Italië                            | 0 – 2                                         | EK-eindronde                                  | —                                             |

## Trainerscarrière
In 2012 begon hij zijn trainerscarrière als assistent bij Paris Saint-Germain, waar hij een jaar assistent was onder trainer Carlo Ancelotti en een jaar bij Laurent Blanc. Hij won twee keer de Ligue 1, een keer de Coupe de la Ligue en een keer de Trophée des Champions.
In 2014 werd hij trainer van SC Bastia, maar daar werd hij na vijf maanden ontslagen na slechte resultaten. In 2017 werd hij assistent-trainer bij de Welshe club Swansea City AFC om Paul Clement te helpen de club in de Premier League te houden. Op 6 november 2014 verliet hij Swansea City AFC om trainer te worden van KAS Eupen. Hier wist hij de club in seizoen 2017/18 voor degradatie te behoeden door op de laatste dag met 4–0 van Royal Excel Moeskroen te winnen. Er was toen sprake van omkoping door klachten van KV Mechelen, maar ze bleven gehandhaafd op het hoogste niveau. In 2018/19 deed KAS Eupen het beter en eindigde de club twaalfde.
In augustus 2019 verliet Makélélé KAS Eupen om jeugdtrainer en technisch mentor te worden bij Chelsea.

## Privé
In 2004 begon Makélélé een relatie met het model Noémie Lenoir, waarna in februari 2005 het eerste kind werd geboren. In 2009 scheidde het koppel.

## Erelijst
| Competitie                 |           |                  |           |           |
| Competitie                 | Aantal    | Jaren            |           |           |
| FC Nantes                  | FC Nantes | FC Nantes        | FC Nantes | FC Nantes |
| -------------------------- | --------- | ---------------- | --------- | --------- |
| Division 1                 | 1x        | 1994/95          |           |           |
| Real Madrid                |           |                  |           |           |
| Internationaal             |           |                  |           |           |
| UEFA Champions League      | 1x        | 2001/02          |           |           |
| UEFA Super Cup             | 1x        | 2002             |           |           |
| Wereldbeker voor clubteams | 1x        | 2002             |           |           |
| Nationaal                  |           |                  |           |           |
| Primera División           | 2x        | 2000/01, 2002/03 |           |           |
| Supercopa de España        | 2x        | 2001, 2003       |           |           |
| Chelsea FC                 |           |                  |           |           |
| Premier League             | 2x        | 2004/05, 2005/06 |           |           |
| FA Cup                     | 1x        | 2006/07          |           |           |
| League Cup                 | 1x        | 2004/05          |           |           |
| FA Community Shield        | 1x        | 2005             |           |           |
| Paris Saint-Germain        |           |                  |           |           |
| Coupe de France            | 1x        | 2009/10          |           |           |